# Zełenyj Haj (hromada Stepowe)
Zełenyj Haj (ukr. Зелений Гай) – wieś na Ukrainie, w obwodzie mikołajowskim, w rejonie mikołajowskim, w hromadzie Stepowe. W 2001 liczyła 445 mieszkańców.